# Rodney Wilkes
Rodney Adolphus Wilkes (San Fernando, 11 marzo 1925 – San Fernando, 24 marzo 2014) è stato un sollevatore trinidadiano.
Prese parte a tre edizioni dei Giochi Olimpici nella categoria dei pesi piuma, conquistando la medaglia d'argento nel 1948, la medaglia di bronzo nel 1952 e arrivando al quarto posto nel 1956.

## Palmarès

### Olimpiadi
- Argento a Londra 1948 nei pesi piuma.
- Bronzo a Helsinki 1952 nei pesi piuma.

### Giochi panamericani
- Oro a Buenos Aires 1951 nei pesi piuma.

### Giochi del Commonwealth
- Oro a Vancouver 1954 nei pesi piuma.
- Bronzo a Cardiff 1958 nei pesi piuma.